# قهوه‌خانه عاشیقلار

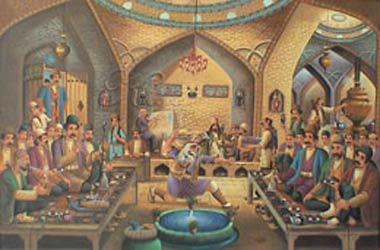
قهوه‌خانه عاشیقلار

قهوه‌خانه عاشیقلار یا عاشیقلار قهوه‌خانه سی به قهوه‌خانه‌هایی گفته می‌شود که عاشیقها در آنجا داستانهای عاشیقی را اجرا می‌کنند.
اجرا در قهوه‌خانه همواره بعنوان یکی از ویژگی‌های موسیقی عاشیقی در نظر گرفته شده است. البته قهوه‌خانه‌هایی که به اجرای عاشیقی اختصاص داشته، و در نتیجه به بنام قهوه‌خانه عاشیقلار شناخته شوند، کم هستند. برای مثال، در تبریز عاشیقلار قهوه سی مشخصا به قهوه‌خانه حسین تیرانداز در مقابل باغ گلستان گفته می‌شد. این قهوه‌خانه در آغاز پاتوق پهلوان‌ها و شعبده بازانی بود که در گجیل قاپوسی نمایش می‌دادند. تماشا گران بعد از اتمام نمایش به قهوه‌خانه رفته و در ضمن صرف چای به اجرای عاشیقها گوش می‌دادند. فعالین چپ در دهه پنجاه پای عاشیق عبدالعلی نوری و عاشیق حسن اسکندری را به این قهوه‌خانه باز کرده و آنجا را به محفل روشنفکری تبریز تبدیل کردند. قهوه‌خانه که سابقاً اغلب محل مراجعهٔ روستاییان بود به تدریج پر از دانشجویان و جوانان می‌شد. حتی برخی از مسافرینی که به تبریز می‌آمدند (اعم از فارس یا ترک) سراغ قهوه‌خانهٔ عاشیقها را می‌گرفتند. قهوه‌خانه همیشه مملو از جمعیت بود. صاحب قهوه‌خانه، کنار در ورودی روی یخچال ویترینی می‌نشست و به هر کسی که وارد قهوه‌خانه می‌شد یک نوشابهٔ اجباری (به عنوان ورودیه) باز می‌کرد و به دستش می‌داد. عاشیقها یکی پس از دیگری ساز بدست می‌گرفتند و در میان جمعیت جوان حاضر در قهوه‌خانه می‌گشتند و آوازهای مورد تقاضای آنان را می‌خواندند.

## مطالعه آکادمیک قهوه‌خانه عاشیقلار
ایلهان باشگوز (İlhan Başgöz) کسی بود که در اواخر دهه شصت میلادی با سفر به ایران گزارشی آکادمیک در مورد قهوه‌خانه عاشیقلار شهرهای تبریز، ارومیه و خوی منتشر کرد. این مقاله اجرای قهوه‌خانه‌ای را بعنوان بخشی از سنت موسیقی عاشیقی در محیط‌های آکادمیک جا انداخت.

## اطلاعات بیشتر
- استاد رضا سیدحسینی در خاطراتش از رفت‌وآمد روشنفکران اواخر دورهٔ پهلوی در قهوه‌خانه عاشیقلار تبریز سخن گفته است.[۷]
- رضا علامه‌زاده به بسته بودن قهوه‌خانه عاشیقلار در سال ۱۳۵۹ اشاره کرده است.[۸]
- در تبریز قهوه‌خانه عاشیق‌ها فعال است، اما در مورد تعداد آنها اطلاعات دقیق وجود ندارد.[۹][۱۰] ظاهراً فعالیت اصلی این مکان، که سایت باشگاه خبرنگاران جوان کافه عاشیق می‌نامد، بر مشاعره (دیشمه) منحصر شده است.[۱۱]
- در سال ۱۳۹۰، در ارومیه سه قهوه‌خانه عاشیقلار وجود داشت.[۱۲]
- جعفر خضوعی، در وبلاگ یوخا، از قهوه‌خانه عاشیقلار در چایکنار شهر اهر یاد کرده است.
- در شهر خوی عاشیقلار قهوه سی دوباره فعال شده است.[۱۳]
- بر اساس گزارش ایرنا، در زنجان تنها در معدود قهوه‌خانه‌هایی می‌توان شاهد هنرنمایی عاشیقها بود.[۱۴]
- در یکی از کتاب‌های درسی دبیرستانی چنین نوشته شده است، در آذربایجان همیشه قهوه‌خانه‌هایی وجود دارند ــ معروف به قهوه‌خانه‌های عاشیقلارـ که در آنها عاشیق‌ها به اجرای موسیقی می‌پردازند.[۱۵]
- از نظر چنگیز مهدی‌پور، امروزه برای عاشیق‌ها قهوه‌خانه جایی شده تا برای نواختن در مراسم‌هایی هم چون عروسی از آن طریق دعوت شوند.[۱۶]